# Nick Wilson
Nicholas ("Nick") Wilson (Palmerston North, 6 augustus 1990) is een Nieuw-Zeelands hockeyer.
Sinds 2007 komt Wilson uit voor de Nieuw-Zeelandse hockeyploeg The Black Sticks. De 9de plaats op de Olympische Spelen van 2012 is tot nu toe zijn bekendste optreden voor het nationale team.  
In 2011 kwam Wilson naar Nederland waar hij werd aangetrokken door HC Rotterdam. Hij werd met die club in 2012 eerste in de reguliere competitie. Wilson is een aanvaller en werd in 2011 nog genomineerd voor de wereldwijde verkiezing tot grootste talent van het jaar.